# 다비드 피사로
다비드 마르셀로 피사로 코르테스(스페인어: David Marcelo Pizarro Cortés, 1979년 9월 11일, 칠레 발파라이소 ~)는 칠레의 전 축구 선수로, 포지션은 미드필더이다.
1999년 코파 아메리카와 시드니에서 열렸던 2000년 하계 올림픽에 칠레 대표로 출전한 바 있다. 2006년 그는 대표팀 은퇴를 밝혔으나 2013년 국가대표팀 감독인 호르헤 삼파올리의 설득으로 7년 여만에 대표팀에 복귀했다.

## 수상 경력

### 국가대표팀
- 칠레
  - 올림픽: 동메달

### 인테르나치오날레
- 이탈리아
  - 수페르코파 이탈리아나: 2005
  - 코파 이탈리아: 2005-06

### AS 로마
- 이탈리아
  - 수페르코파 이탈리아나: 2007
  - 코파 이탈리아 (2): 2006–07, 2007–08

### 맨체스터 시티
- 잉글랜드
  - 프리미어리그: 2011-12